# 12224 Jimcornell
12224 Jimcornell eller 1984 UN2 är en asteroid i huvudbältet som upptäcktes den 19 oktober 1984 av Oak Ridge-observatoriet. Den är uppkallad efter den amerikanske astronomen James Cornell.
Asteroiden har en diameter på ungefär 6 kilometer och den tillhör asteroidgruppen Koronis.